# Digitaler Knoten Stuttgart
Der Digitale Knoten Stuttgart (DKS) ist ein Projekt zur Modernisierung und „Digitalisierung“ der Leit- und Sicherungstechnik im Großraum Stuttgart. Es umfasst rund 500 Streckenkilometer, darunter das gesamte heutige Netz der S-Bahn Stuttgart und die Infrastruktur von Stuttgart 21. Damit einhergehend werden zunächst rund 500 Triebzüge und weitere Triebfahrzeuge ausgerüstet.
Das Projekt ist, neben dem deutschen Anteil des Güterverkehrskorridors Skandinavien–Mittelmeer sowie der Schnellfahrstrecke Köln–Rhein/Main, eines von drei Projekten im „Starterpaket“ der Digitalen Schiene Deutschland, in dessen Rahmen bis 2030 die Grundlagen für die Einführung von Digitalen Stellwerken und ETCS Level 2 ohne Signale (ETCS L2 oS) im gesamten Netz der Deutschen Bahn gelegt werden sollten.
Die schrittweise geplanten Inbetriebnahmen der Infrastruktur waren zunächst zwischen Ende 2023 und 2030 geplant, wurden mehrfach verschoben und sollen nunmehr zwischen Februar 2026 und Ende 2032 erfolgen. Für zwei Teilbereiche des Projekts ist die Realisierung offen.

## Aufbau

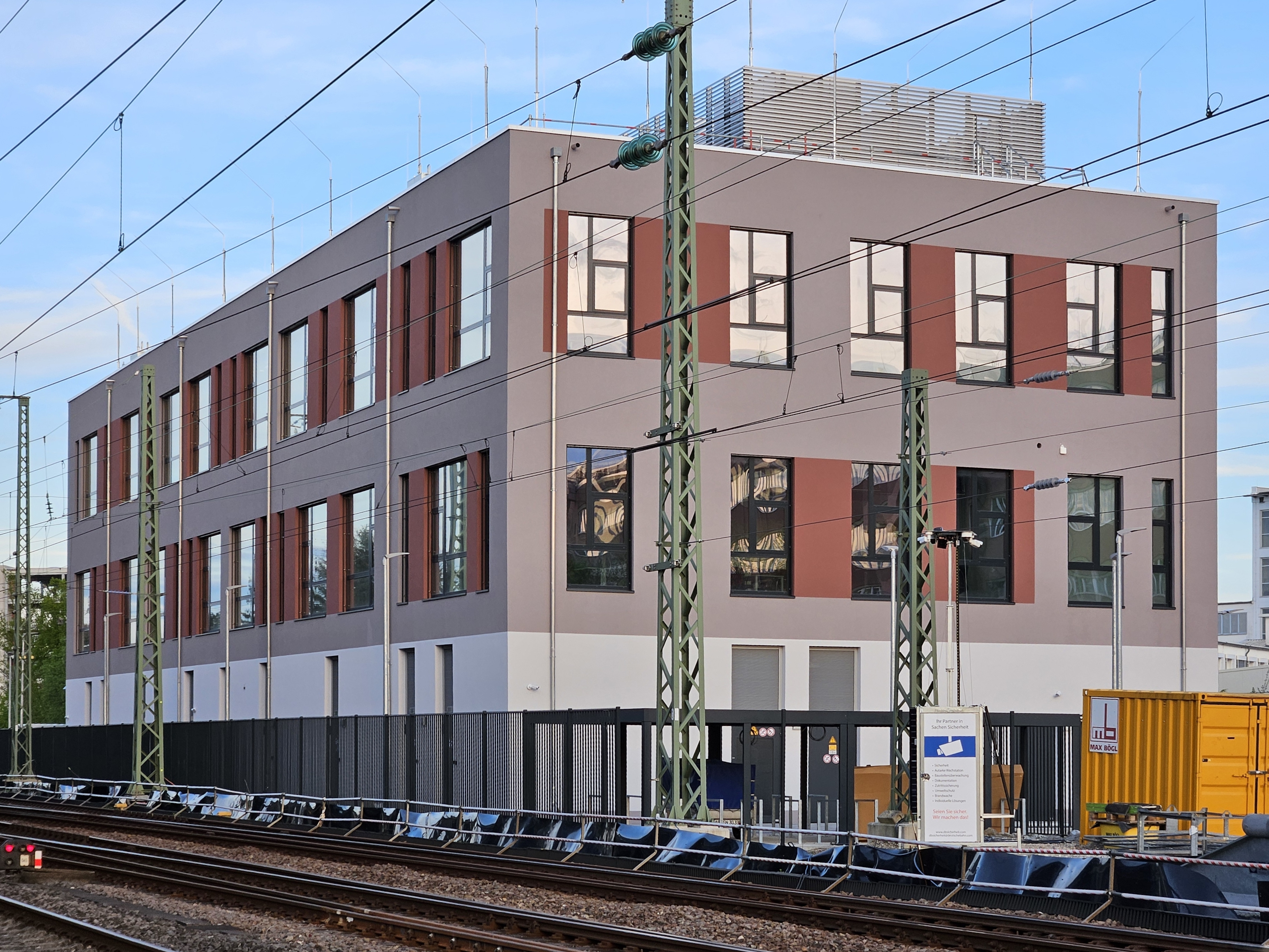
Der Technik- und Bedienstandort Waiblingen ist der erste von fünf im Rahmen des DKS geplanten Standorten

### Bausteine und Planbereiche
Das Projekt gliedert sich in drei räumlich-funktionale Bausteine:
- Baustein 1 umfasst den S-Bahn-Kernbereich, unter anderem mit der S-Bahn-Stammstrecke und der Flughafen-S-Bahn-Strecke. Damit einher geht die Nachrüstung von 215 S-Bahn-Triebzügen.[1]
- Baustein 2 beinhaltet die Infrastruktur von Stuttgart 21 sowie die Aus- und Nachrüstung von Regionalverkehrstriebzügen.[1] (Die Fahrzeuge des Schienenpersonenfernverkehrs sind ohnehin bereits weitgehend mit ETCS ausgerüstet.)
- Baustein 3 umfasst die weitere Infrastruktur der Netzbezirke Stuttgart und Plochingen der DB InfraGO.[1] Dieser Baustein umfasst rund 300 weitere Netzkilometer, bis mindestens zu den Linienendpunkten der S-Bahn.[2][3][4] Er gliedert sich wiederum in sechs Planbereiche (PB), die jeweils einer Stellwerks-Zentraleinheit (ZE) und einem zugehörigen RBC zugeordnet sind und schrittweise in Betrieb genommen werden sollen:[4] 
  - Der Planbereich 1 (ZE Böblingen) enthält die Gäubahn (zwischen der Einfädelung des Pfaffensteigtunnels und Bondorf, u. a. mit den Bahnhöfen Böblingen und Herrenberg), die gesamte Rankbachbahn (Böblingen–Renningen), die Schwarzwaldbahn zwischen etwa Weilimdorf und Weil der Stadt
  - Der Planbereich 2 (ZE Waiblingen) verläuft entlang der Remsbahn zwischen Stuttgart-Sommerrain und Plüderhausen (u. a. mit den Bahnhöfen Waiblingen und Schorndorf), wobei eine Erweiterung bis Lorch in Prüfung ist. Er beinhaltet auch die in Waiblingen beginnende Murrbahn bis Murrhardt (u. a. mit den Winnenden und Backnang), ebenso den östlichen Teil der Kleinen Murrbahn, zwischen Marbach und Backnang. In einem Teilbereich soll mit der Advanced Digital Infrastructure eine neue Leit- und Sicherungstechnik (einschließlich des Advanced Protection Systems) pilotiert werden.
  - Im Rahmen des Planbereichs 3 (ZE Plochingen) soll die Hälfte der Filstalbahn zwischen Stuttgart-Untertürkheim und Süßen ausgerüstet werden, ebenso die bis Plochingen parallel verlaufende S-Bahn-Strecke. Die in Plochingen beginnende Obere Neckarbahn soll wenigstens bis den Raum Wendlingen ausgerüstet werden, wobei eine Erweiterung über Nürtingen und darüber hinaus in Prüfung ist. Auch die gesamte, in Wendlingen beginnende Teckbahn soll einbezogen werden.
  - Der Planbereich 4 (ZE Ludwigsburg) umfasst die Frankenbahn und die parallel laufenden S-Bahn-Strecke etwa von Zuffenhausen über Ludwigsburg bis Lauffen am Neckar. Er verzweigt sich in Ludwigsburg über die Kleine Murrbahn in Richtung Marbach und in Bietigheim-Bissingen über die Westbahn bis Sachsenheim.
  - Der Planbereich 5 (ZE Kornwestheim) beinhaltet den Rangierbahnhof Kornwestheim und einzelne Strecken- bzw. Streckenabschnitte in diesem Bereich
  - Planbereich 6 hat die technische Hochrüstung der Bausteine 1 und 2 mit den Techniken des Bausteins 3 (u. a. FRMCS und das Verkehrsmanagementsystem CTMS) zum Gegenstand. Ebenfalls soll der Ausrüstungsbereich zweier bestehender ZE vergrößert werden.

Im Rahmen der Bausteine 1 und 2 soll, anstelle von bislang im Rahmen von Stuttgart 21 geplanten drei Elektronischen Stellwerken und der weitreichenden Anpassung an drei Altstellwerken, nunmehr ein Digitales Stellwerk entstehen, das insgesamt rund 125 Streckenkilometer steuert. Vier Altstellwerke (mit insgesamt rund 60 Streckenkilometern) gehen darin auf.

### Fahrzeugausrüstung
Für den DKS werden 333 Triebzüge der Baureihen 423, 430, Talent 3 und Flirt mit ETCS und weiteren Techniken nachgerüstet. Das Land beschafft, im Rahmen ohnehin geplanter Angebotsausweitungen, zunächst 156 Coradia-Max-Triebzüge, die bereits entsprechend ausgerüstet sind. Aus verschiedenen Gründen entschied sich das Land Baden-Württemberg gegen eine Ausrüstung weiterer bislang im Knoten Stuttgart eingesetzter Baureihen, beispielsweise des Talent 2.
Um das Verkehrsangebot während der Nachrüstungen für den DKS aufrechtzuerhalten, mietete das Land-Baden-Württemberg zunächst zehn Lok-Wagen-Garnituren (ohne ETCS) als Ersatzfahrzeugflotte Stufe 1 an. Diese sollen von Dezember 2022 bis Dezember 2025 zum Einsatz kommen. Ferner beschafft das Land 28 Mireo-Triebzüge mit vollständiger DSD-Fahrzeugausrüstung als Ersatzfahrzeugflotte Stufe 2. Darüber hinaus werden Instandhaltungsfahrzeuge ausgerüstet.
Das Land mietet ferner 28 „Talent 3+“-Triebzüge als Ersatzfahrzeuge an, die ab Mai 2024 als Ersatzfahrzeuge während der Nachrüstung weiterer Fahrzeuge mit ETCS und weiteren Techniken eingesetzt werden sollten. Sie sollen durch Alstom bis Dezember 2025 mit ETCS nachgerüstet werden.
DB Regio und der Verband Region Stuttgart (VRS) beschlossen 2019, 58 Triebzüge der Baureihe 430.2 zu beschaffen, um ausreichend Fahrzeuge zur Verfügung zu stellen, um unter Aufrechterhaltung des Verkehrsangebots bis Mitte 2025 die gesamte Flotte mit ETCS auszurüsten. Aufgrund einer verzögerten Lieferung und technischen Problemen mit den neuen Triebzügen kam es über Monate zu Angebotseinschränkungen.

## Geschichte
Im Rahmen von Stuttgart 21 wäre die Leit- und Sicherungstechnik auf der S-Bahn-Stammstrecke Stuttgart grundlegend zu erneuern gewesen. Gleichzeitig war die Betriebsqualität rückläufig, während das Verkehrsangebot weiter ausgebaut werden sollte. Angesichts dessen entzündeten sich Mitte der 2010er Jahre Diskussionen, ETCS einzuführen. Anfang 2019 wurde der 422-seitige Abschlussbericht einer Machbarkeitsstudie zur Einführung von ETCS im Kernnetz der S-Bahn Stuttgart vorgelegt. Die S-Bahn-Stammstrecke Stuttgart wurde damit zur Keimzelle des Digitalen Knotens Stuttgart.
In der Ende 2018 vorgestellten „Machbarkeitsstudie zum Rollout von ETCS/DSTW“ war der DKS unter der Bezeichnung „S-Bahn in Metropolen“ eines von drei Projekten des „Starterpakets“ der Digitalen Schiene Deutschland.
Am 23. Januar 2019 sprach sich Verkehrsausschuss des VRS einstimmig für die Einführung von ETCS und ATO GoA 2 auf der S-Bahn-Stammstrecke Stuttgart aus. In diesem Zusammenhang sollten u. a. der Verkehrsvertrag mit DB Regio um vier Jahre, bis Juni 2032, verlängert und 58 zusätzliche Triebzüge (der Baureihe 430) beschafft werden. Die beschlossenen Maßnahmen haben eine Gesamtumfang von fast einer Milliarde Euro.
Eine Änderung am Projekt Stuttgart 21 für den DKS wurde am 24. April 2020 gebilligt.
Die Vergabe der Infrastruktur für die Bausteine 1 und 2 ist im November 2020 für rund 127 Millionen Euro erfolgt, ETCS-Tests sollten ab 2024[veraltet] erfolgen. Die kommerzielle Inbetriebnahme im Kernbereich (Stammstrecke, Hauptbahnhof) war in mehreren Schritten in der 2. Jahreshälfte 2025 geplant. ATO sollte etwa ein Jahr später in Betrieb gehen. Laut DB-Angaben seien die Bauarbeiten Ende 2024 „weiterhin stark verzögert“ gewesen. Grund dafür seien „mangelnde Kapazität und Materialverfügbarkeit auf Grund der Verzögerungen der Zulassungen beim Auftragnehmer“.
2024 wurden 41 Triebzüge der S-Bahn für Umrüstungen bereitgestellt. Im November 2024 trafen erste in Serie ausgerüstete Triebzüge (der Baureihe 430) ein. Die Serienausrüstung der S-Bahn-Baureihe 423 sowie Regionaltriebzügen soll Anfang 2025 beginnen.
Die Planung des Bausteins 3 wurde, nach unterschiedlichen Angaben, Mitte 2021 oder im Dezember 2022 begonnen.
Im September 2024 wurde der Beginn des Vergabeverfahrens für den Baustein 3 angekündigt. Im Rahmen des „Partnerschaftsmodells Schiene“ waren zunächst sechs Vergabepakete vorgesehen. Auftraggeber und Auftragnehmer sollten dabei bereits ab der Entwurfsplanung zusammenarbeiten und gemeinsam Kosten-, Qualitäts- und Terminziele erreichen. Am 10. Oktober 2024 fand eine „Marktinformation“ statt, am 12. November 2024 folgte ein „Marktdialog“. Der Teilnahmewettbewerb sollte am 26. November 2024 beginnen, der Zuschlag etwa im November 2025 erteilt werden. Zielpreise sollten bis Dezember 2025 feststehen. Die Baufeldfreimachung für Bedien- und Technikstandorte sollte im August 2026 beginnen, die weitere Bauausführung (insbesondere Kabeltiefbau) im April 2027 beginnen. Die Deutsche Bahn teilte im Dezember mit, sie wolle die Ausschreibung unter Finanzierungsvorbehalt starten. Nach Verzögerungen wurde am 4. Januar 2025 ein Teilnahmewettbewerb über eine „Planungsphase“ von Anfang bis Ende 2026, mit fünf Vergabepaketen („Generalplaner“, „DLST“, „Hochbau, TGA, TK“, „Tiefbau, KIB“, „OLA, 50HZ“) eröffnet. Teilnahmeanträge sollten zunächst bis 4. Februar 2025 gestellt werden können; die Fristen wurden später bis 18., 21. bzw. 28. Februar verlängert.
Teilnahmeanträge wurden am 18. Februar 2025 geöffnet. Am 25. März 2025 erfolgte die erste Aufforderung zur Angebotsabgabe. Am 10. Oktober 2025 soll eine zweite derartige Anforderung erfolgen. Die Vergabeentscheidung soll im Februar 2026 erfolgen, die Zuschlagserteilung und der Start der Allianz sind für März 2026 geplant. Die Baufeldfreimachung für Bedien- und Technikstandorte soll bereits 2025 erfolgen.

### Inbetriebnahmen
Die im Rahmen der Bausteine 1 und 2 geplanten Inbetriebnahmen waren zunächst zwischen dem Jahreswechsel 2023/2024 (erste Teile des neuen Stellwerks) und Dezember 2025 (neue Stuttgart-21-Infrastruktur) geplant.
Im Juni 2024 kündigte die DB eine neue Inbetriebnahmesequenz an:
- Im Oktober 2025 soll zunächst ein Vorlaufbetrieb auf zwei Gleisen zwischen Stuttgart-Feuerbach und Wendlingen beginnen.[40][21]
- Im Mai 2026 soll, weitgehend mit ETCS Level 2 ohne Signale (ETCS L2 oS), der S-Bahn-Betrieb auf der Strecke zwischen Vaihingen und Filderstadt aufgenommen werden, ebenso der ETCS-Betrieb zwischen Stuttgart-Vaihingen und Böblingen Goldberg (ETCS Level 2 mit Signalen).[40]
- Im Juli 2026 sollen weite Teile der neuen Stuttgart-21-Infrastruktur, einschließlich des Abstellbahnhofs Untertürkheim mit ETCS L2 oS in Betrieb genommen werden.[40]
- Im September 2026 soll die S-Bahn-Stammstrecke (mit ETCS L2 oS) folgen.[40]
- Für Dezember 2026 ist die „Gesamtinbetriebnahme und feierliche Eröffnung von Stuttgart 21“ vorgesehen.[40]

Die Umsetzung dieses Konzepts fußte auf mehreren von der DB benannten Prämissen.
Im Juli 2025 wurde die Inbetriebnahmesequenz erneut grundlegend geändert:
- Der Beginn des Vorlaufbetriebs zwischen Stuttgart und Wendlingen wurde von Oktober 2025 auf Februar 2026 verschoben.[41]
- Der Beginn des Vorlaufbetriebs auf weiten Teilen der Stuttgart-21-Infrastruktur sowie der Leit- und Sicherungstechnik im Raum Bad Cannstatt/Untertürkheim/Münster wurde von Juli 2026 auf Oktober 2026 verschoben. Die Wendlinger Kurve soll im Laufe des Jahres in den Vorlaufbetrieb aufgenommen werden.[41]
- Für Dezember 2026 ist nunmehr die „feierliche Eröffnung des Stuttgarter Hauptbahnhofs sowie des Flughafen Fernbahnhofs“ geplant.[41]
- Die Inbetriebnahme der neuen Leit- und Sicherungstechnik auf der Strecke nach Filderstadt wurde von Mai 2026 auf April 2027 verschoben, jene auf der Stammstrecke von September 2026 auf Juli 2027.[41]
- Im November 2027 statt Dezember 2026 soll der Tunnel Cannstatt und der umgebaute Westkopf des Bahnhofs Bad Cannstatt in Betrieb gehen.[41]

Der Baustein 3 sollte, nach dem Planungsstand von Anfang 2024, schrittweise zwischen Ende 2029 und Ende 2032 in Betrieb genommen werden. Für vier der sechs Planbereiche sind inzwischen Inbetriebnahmen zwischen 2030 und Ende 2032 vorgesehen. Zwei weitere Planbereiche (Plochingen, Ludwigsburg) wurden 2024 aus finanziellen Gründen zurückgestellt.

## Kosten und Finanzierung

### Baustein 1 und 2 (Infrastruktur)
Für die Bausteine 1 und 2 sind gemäß Finanzierungsvertrag (von 2020) infrastrukturseitig bis zu 462,5 Millionen Euro Investitionen vorgesehen. Davon finanzieren sich 160,5 Millionen Euro aus dem Projekt Stuttgart 21. Weitere 216,1 Millionen Euro werden durch den Bund getragen und wurden entsprechend im Bundeshaushalt hinterlegt. Im Frühjahr 2024 rechnete der Bund mit 312 Millionen Euro.
Bis 2022 waren 34 Mio. Euro Bundesmittel verausgabt, bis Mai 2024 rund 100 Millionen Euro. Die Deutsche Bahn bezifferte die aufgewendeten Kosten zum 30. September 2024 auf 369 Millionen Euro, davon 116 Millionen Euro abgerufene Bundesmittel sowie 239 Millionen Euro Eigenmittel.
Laut DB-Angaben von Anfang 2025 seien Kosten von mindestens 790 Millionen Euro mit dem Bund vereinbart worden.

### Baustein 3
Die Kosten des Bausteins 3 wurden 2022 auf 1,143 Mrd. Euro geschätzt. Davon entfallen 296 Mio. Euro auf Planungs- und 847 Mio. Euro auf Baukosten. Laut einem Medienbericht von Anfang 2025 veranschlage die DB die nötigen Kosten auf bis zu 2,5 Milliarden Euro. Für eine „Teilrealisierung“ von „Planung und Bau“ des Bausteins 3 waren im Bundeshaushalt 2024 880 Millionen Euro Bundesmittel vorgesehen. In einem Entwurf des Bundeshaushalts 2025 waren es noch 825 Millionen Euro.
Eine im Dezember 2022 abgeschlossene Planungs-Finanzierungsvereinbarung sieht für die Planung bis zur Leistungsphase 3 (Entwurfsplanung) in den Jahren 2022 bis 2025 Mittel von insgesamt 71 Millionen Euro vor, davon 3 Millionen Euro aus der Leistungs- und Finanzierungsvereinbarung.
Eine Realisierungs-Finanzierungsvereinbarung für den Baustein 3 wurde von der Deutschen Bahn, nach einem Urteil des Bundesverfassungsgerichts zum Klima- und Transformationsfondsgesetz, am 23. Dezember 2023 nur vorläufig gezeichnet, wird von der DB als Betriebs- und Geschäftsgeheimnis eingestuft und daher durch das Bundesministerium für Digitales und Verkehr unter Verschluss gehalten. Für zwei der sechs Planbereiche des Bausteins 3 sind in darin nur die Mittel bis zur Leistungsphase 4 (Genehmigungsplanung) hinterlegt. Die Finanzierungsvereinbarung umfasst Bundesmittel in Höhe von ca. 471 Mio. Euro. Etwa 300 Mio. Euro Bundesmittel waren im Klimaschutzprogramm 2030 (KSP) für den DKS-Baustein 3 vorgesehen.
Laut Angaben der Bundesregierung von Ende Juli 2024 arbeite eine Arbeitsgruppe von Verkehrsministerium und DB daran, „die finanzielle Situation des Digitalen Knotens Stuttgart Baustein 3 (DKS 3) zu überprüfen und eine Auflösung des Gremienvorbehalts der DB AG vorzubereiten, damit die zur Verfügung gestellten Mittel und Verpflichtungsermächtigungen für den DKS 3 zeitnah eingesetzt werden können“. Im Rahmen eines Kompromisses sollen zunächst nur vier von sechs Planbereichen, alle Bedien- und Technikstandorte sowie alle Technik-Pilotierungen umgesetzt werden. Umstritten ist, inwieweit die Bundesmittel (zumindest teilweise) durch die 2024 nicht mehr erfolgte Auflösung des Gremienvorbehalts verfallen. Während Bund und Land in diesem Fall einen völligen Verfall der Mittel erwarten, sieht die Deutsche Bahn dies nicht. Die Auflösung ist nicht erfolgt. Vielmehr sollten für die Finanzierung u. a. von Digitalisierungsprojekten im Rahmen der Bundeshaushalte 2025 und 2026 „mittel- und langfristig tragfähige Lösungen gefunden werden“. Der Gremienvorbehalt war auch im März 2025 noch nicht aufgelöst, womit unklar ist, ob und ggf. wann das Vorhaben realisiert werden wird.
2024 sollte die Finanzierungsvereinbarung aufgestockt werden. Eine Anpassungsvereinbarung, mit der im Bundeshaushalt 2024 enthaltene zusätzliche Mittel von 239 Mio. Euro gebunden werden sollten, wurde 2024 von der DB beantragt. Darin sollten die Ergebnisse der Bund-DB-Arbeitsgruppe sowie Kostensteigerungen abgebildet werden. Zum Jahresende 2024 sind jene 239 Millionen Euro (226 Mio. Euro Verpflichtungsermächtigungen und 12 Mio. Euro Ausgabemittel) laut Angaben des Bundesverkehrsministeriums ersatzlos verfallen, weil die angepasste Vereinbarung nicht unterzeichnet wurde.
Bis 2022 waren 2,4 Mio. Euro Bundesmittel für die Planung des Bausteins 3 verausgabt, bis Ende 2023 16 Mio. Euro und bis Mai 2024 ca. 22 Mio. Euro Bundesmittel für die Planung abgerufen gewesen. Zum 30. September 2024 waren 34 Millionen Euro aufgewendet worden, nahezu vollständig Bundesmittel.

### Fahrzeugausrüstung
Der Bund fördert darüber hinaus die benötigte Ausrüstung von Fahrzeugen im Rahmen eines Modellvorhabens mit voraussichtlich 481 Millionen Euro; zeitweise (2024) waren noch 547 Millionen Euro vorgesehen gewesen. Dem standen Anfang 2023 Förderanträge über etwa 620 Millionen Euro gegenüber. Weitere Förderung erfolgt über die Europäische Union.
Das Land Baden-Württemberg wendet für die Nachrüstung von Triebzügen 130 Millionen Euro auf. Für die Ausrüstung von 130 neuen Doppelstocktriebzügen werden etwa 52 Millionen Euro verausgabt. Ferner werde eine ETCS-Ersatzfahrzeugflotte „im dreistelligen Millionenbereich“ beschafft. Laut anderen Angaben des Landesverkehrsminister Winfried Hermann habe es „für den DKS etwa 400 Millionen investiert“, für die Ausrüstung von Fahrzeugen.
Die Fahrzeugausrüstung kann nicht nur im Digitalen Knoten Stuttgart, sondern auch in weiteren Bereichen mit entsprechend ausgerüsteter Infrastruktur genutzt werden.

## Ziele
Mit dem Projekt wird eine Reihe von Zielen verfolgt.
So soll durch Leistungssteigerungen zunächst die Betriebsqualität verbessert und anschließend Spielräume für Angebotsausweitungen geschaffen werden. Laut DB-Angaben von 2019 und 2024 könne mit dem DKS auf jedem der acht Bahnsteiggleise des Stuttgarter Hauptbahnhofs im „S-Bahn-ähnlichen Hochleistungsbetrieb“ alle fünf Minuten und auf jedem der daran anschließenden Streckengleise im Mittel alle zwei Minuten ein Zug fahren. Im Vergleich mit dem Status von 2024, wo im Kopfbahnhof rund 35 Spitzenstunden-Zugankünfte abgefertigt werden können, sei künftig mit rund 100 Zügen fast die dreifache Anzahl realisierbar.

## Kritik
Kritisiert wird unter anderem eine Vielzahl nur sehr kurzfristig kommunizierter Baustellen für den DKS. So sollte die Strecke zwischen Bad Cannstatt und Waiblingen für „umfangreichen Kabeltiefbau“, die umfangreicher gewesen seien als zunächst angenommen, vom 12. Mai bis zum 9. Juni 2023 voll und bis 29. Juli 2023 teilweise gesperrt werden. Die wochenlangen Verkehrseinschränkungen waren eine wesentliche Ursache für rückläufige Fahrgastzahlen der S-Bahn Stuttgart im Vergleich zum Vorjahr. Die in diesem Bereich geplante Inbetriebnahme des Digitalen Stellwerks, zum Jahreswechsel 2023/2024, wurde dennoch verfehlt und soll nunmehr 2026 erfolgen.
2025 sind weitere weitreichende Sperrungen geplant, darunter eine erneute dreiwöchige Vollsperrung zwischen Bad Cannstatt und Waiblingen.
Die Zeitverzögerungen und Sperrungen führten auch zu erheblichen Erschwernissen in der Betriebsdurchführung. Die Verzögerungen der Infrastrukturausrüstung führen auch zu weitreichend verkürzten Zeiträumen, um Fahrzeuge mit ETCS zu testen.

## Technik
Die ETCS-Ausrüstung der Bausteine 1 und 2 erfolgt nach Baseline 3 R2.
Die GSM-R-Ausrüstung im Rahmen der Bausteine 1 und 2 erfolgt mit besonderen Resilienzmaßnahmen, während im Baustein 3 ein begrenzter Ausbau des bestehenden GSM-R-Systems verfolgt und auf das Nachfolgesystem FRMCS fokussiert wird.